# Kinapuff!
Kinapuff! är Åtta Bier Ti Min Fars tredje CD och släpptes 1994 på bandets eget bolag Raka Puckar Records. Bandets andra EP, Opel Kapitän från 1990 finns med som bonusspår sist på CD:n.

## Låtar på albumet
| Nr  | Titel                         |                                                |
| --- | ----------------------------- | ---------------------------------------------- |
| 1.  | Brantevik                     |                                                |
| 2.  | Lajla                         |                                                |
| 3.  | På fisketur                   |                                                |
| 4.  | Jag blir glad                 |                                                |
| 5.  | Våga dig o komma hem till mig |                                                |
| 6.  | Fallskärmsavtalet             | Finns i en annan version på Pallar inte med... |
| 7.  | Lugna ner sig ett tag         |                                                |
| 8.  | Konstig fobi                  |                                                |
| 9.  | Kaninboogie                   |                                                |
| 10. | Lat och lack                  |                                                |
| 11. | Minicykel                     |                                                |
| 12. | Nere på knä                   |                                                |
| 13. | Opel Kapitän                  | Bonusspår från Opel Kapitän                    |
| 14. | En liten lur                  | Bonusspår från Opel Kapitän                    |
| 15. | Enkel påg                     | Bonusspår från Opel Kapitän                    |